# Makszatyihai járás

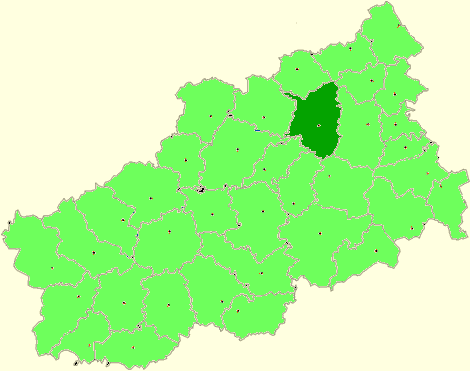
A Makszatyihai járás a Tveri területen

A Makszatyihai járás (oroszul Максатихинский район) Oroszország egyik járása a Tveri területen. Székhelye Makszatyiha.

## Népesség
- 1989-ben 24 414 lakosa volt.
- 2002-ben 20 644 lakosa volt.
- 2010-ben 16 723 lakosa volt, melyből 14 961 orosz, 881 karjalai, 195 ukrán, 115 cigány, 70 fehérorosz, 53 csuvas, 43 tatár, 34 moldáv, 32 mari, 26 örmény, 18 német, 15 azeri stb.